# Paul-Auguste Harlé
Pour les articles homonymes, voir Harlé.
Paul Auguste Harlé, né le 19 septembre 1891 à Angoulême (Charente) et mort le 17 décembre 1962 à Paris, est le cofondateur et le premier président de la Cinémathèque française, qui fut fondée en septembre 1936 avec Henri Langlois et Georges Franju.

## Biographie
Il a participé au financement, mais en imposant la condition que la Cinémathèque soit déclarée comme association à but non lucratif.
Il fut aussi le directeur de la revue La Cinématographie française, qu'il avait rachetée en juillet 1924.
Pendant la seconde guerre mondiale, il gère la revue Le Film - Organe de l'industrie cinématographique française.
Il est enterré au cimetière du Père-Lachaise (92e division).

## Décorations
- Chevalier de la Légion d'honneur (28 janvier 1956)
- Croix de guerre 1914–1918
- Croix de guerre 1939–1945
- Chevalier de l'ordre des Palmes académiques